# Mezitli
Mezitli est une ville de Turquie qui comptait 119 092 habitants en 2008. Dans l'Antiquité, elle s'appelait Soles à l'époque grecque, puis Pompéiopolis à l'époque romano-byzantine. Elle est devenue ottomane en 1466.

## Géographie
Mezitli, au pied de la chaîne du Taurus, est une ville côtière arrosée par le Liparis. Elle occupe la moitié occidentale du district de Mersin, la moitié orientale formant la ville de Yenişehir. Ses faubourgs sud, où se trouvent les vestiges de l'antique Soles, sont souvent désignés comme la « ville des ruines » (Viranşehir). Les faubourgs ouest sont couverts de villas et de fermes vouées à la culture du citron.